# Hyalideae
Hyalideae es una tribu de plantas perteneciente a la familia Asteraceae, subfamilia Wunderlichioideae.

## Descripción
La tribu incluye especies de hierbas o arbustos con hojas alternas. La inflorescencia es una cabeza terminal con una corola bilabiada actinomorfa. El resultado es una cápsula cilíndrica, con vilanos dispuestos en serie de 3-4, a veces plumosos.

## Distribución y hábitats
La tribu se encuentra en América del Sur y Asia. En particular los géneros  Hyalis e Ianthopappus se han generalizado en muchos países de la región andina de América del Sur, mientras que Nouelia y Leucomeris tienen un área de distribución que incluye las regiones montañosas del sureste de Asia y las laderas del Himalaya.

## Géneros
La tribu Hyalideae comprende 4 géneros:
- Ianthopappus Roque & D. J. N. Hind
- Hyalis D. Don ex Hook & Arn.
- Leucomeris D. Don
- Nouelia Franch.